# Drapałka
Drapałka – osada leśna w Polsce położona w województwie wielkopolskim, w powiecie poznańskim, w gminie Kórnik.
Leśniczówka Drapałka I stanowiła w latach 1940-1942 konspiracyjny lokal Narodowej Organizacji Bojowej. Od 1940 działała tam tajna drukarnia, gdzie powstawały pisma "Polska Narodowa", "Biuletyn Radiowy" oraz "Bóg i Ojczyzna". Rezydowała tam placówka "Topola", a od 1942 "Smoła". Lokal uległ dekonspiracji w 1942.